# Preparatoria de Jalisco
La Escuela Preparatoria de Jalisco es una institución de educación media superior pública mexicana. Fue fundada en 1914 y pertenece a la Universidad de Guadalajara, cuya sede es la ciudad de Guadalajara.

## Historia
El 25 de octubre de 1751, Fernando VI de España aprobó el traslado de la Congregación del Oratorio de San Felipe Neri a la plaza de la Palma. Se inició la construcción del oratorio en 1752, estando a cargo de su construcción el alarife Pedro José Ciprés. Las obras tomaron cinco décadas hasta que fue terminada la primera planta con sus patios platerescos y de arte mudéjar. Fue consagrada el templo en 1802. A principios del siglo XIX, la institución existía como el Colegio de San Felipe Neri. Fue utilizado como hospital y orfanato. Los oratorianos estuvieron ahí hasta que fue suprimida la orden por decreto pontificio, posteriormente quedando en manos de la orden de las Hermanas de la Caridad, quienes lo utilizaron como hospital para los necesitados. Benito Juárez dictaminó que el antiguo claustro fuera destinado a albergar al liceo de desamparados el 16 de julio de 1872.
En 1904 queda en manos de la Compañía de Jesús para ser colegio de varones bajo el nombre de Colegio de San José. Fue contratado el ingeniero de la Mora para las remodelaciones, siendo inaugurado en 1906. Fue convertida su fachada al estilo neoclásico, terminada la segunda planta y equipado los laboratorios de biología, química y física que aún existen. Manuel M. Diéguez ordenó la desamortización del instituto y fue desalojada por los jesuitas el 1 de agosto de 1914. El 15 de septiembre de 1914 se estableció la Escuela Preparatoria de Jalisco. Desde 1925 forma parte de la Universidad de Guadalajara.

## Arquitectura
Formaba una unidad con la Basílica de San Felipe Neri, con el colegio ocupando tres cuartos de la manzana. Su fachada es de dos plantas y se expone en líneas horizontales. La primera planta tiene vanos con arcos de medio punto, La segunda planta tiene vanos con balcones. El edificio cuenta con cuatro patios que resaltan por sus arcadas tanto de arcos apuntados y arcos de medio punto. Se puede ver la torre del templo desde los patios y otro elemento notable es la portada con acceso al atrio del templo.

## Oferta Educativa
Lo siguiente en semestres BGCUDG

1 semestre
- Apreciación del arte
- Comprensión de la ciencia
- Descripción y comunicación
- Educación para la salud
- Física I
- Lengua extranjera I
- Matemática y vida cotidiana I
- Perspectiva de Género
- Sexualidad humana
- Taller de habilidades para el aprendizaje
- Tecnologías de la información I

2 semestre
- Acercamiento al desarrollo deportivo
- Autoconocimiento y personalidad
- Comprensión y exposición
- Física II
- Lengua extranjera II
- Matemáticas y vida cotidiana II
- Química I
- Tecnologías de la información II

3 semestre
- Análisis y argumento
- Lengua extranjera III
- Matemática y ciencia I
- Química II
- Raíces culturales
- Recreación y aprovechamiento

4 semestre
- Actividad física y desarrollo personal
- Biología I
- Crítica y propuesta
- Democracia y soberanía nacional
- Formación ciudadana
- Lengua extranjera IV
- Matemática y ciencia II

5 semestre
- Biología II
- Ciudadanía Mundial
- Diseño de plan de vida
- Estilo y corrección
- Identidad y Filosofía de Vida
- Lengua Extranjera V
- Precálculo

6 semestre 
- Análisis económico
- Geografía y cuidado del entorno
- Habilidad verbal
- Lengua extranjera VI
- Matemática avanzada
- Reflexión ética

## Galería

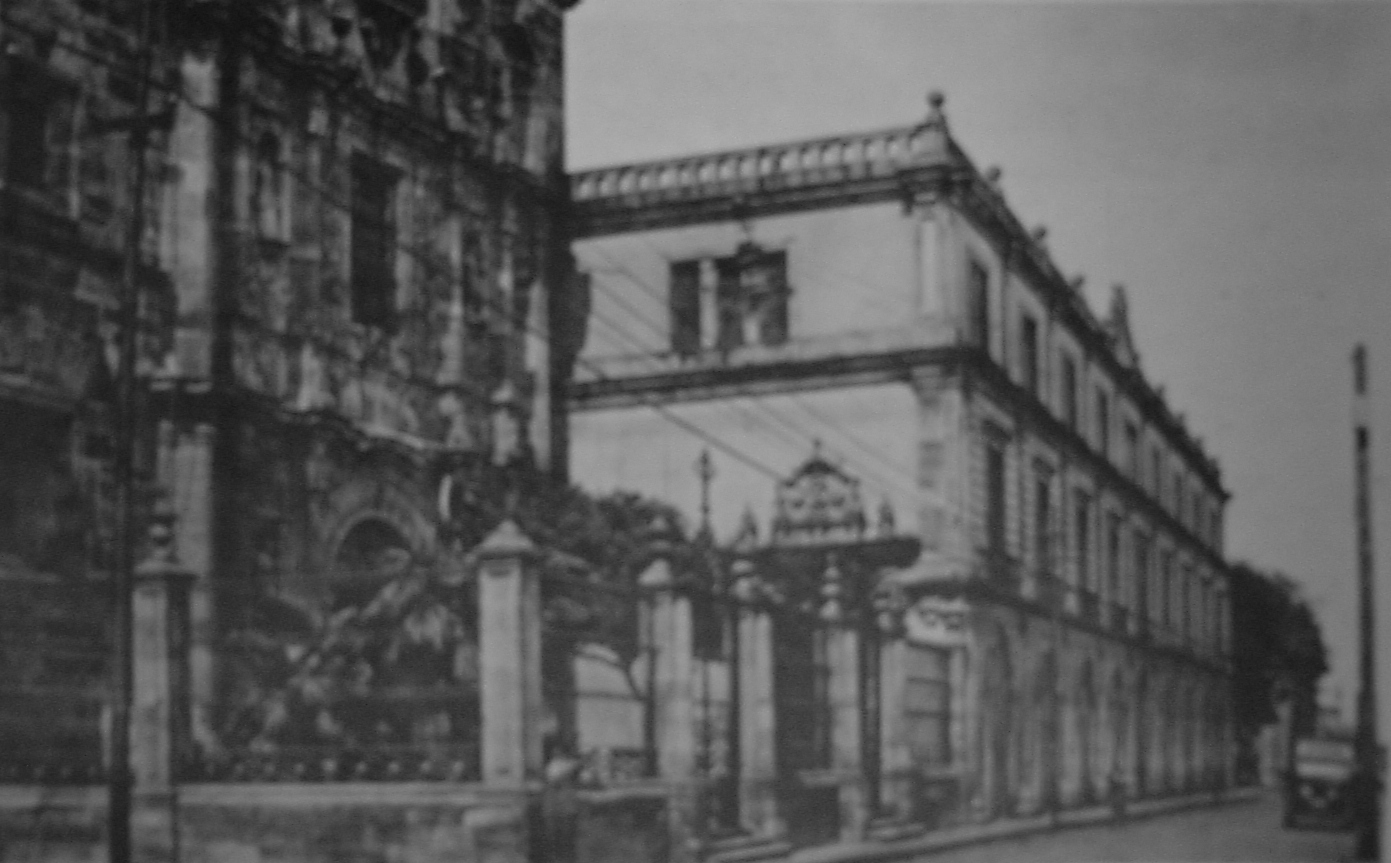
La Basílica de San Felipe Neri y la preparatoria en 1918.
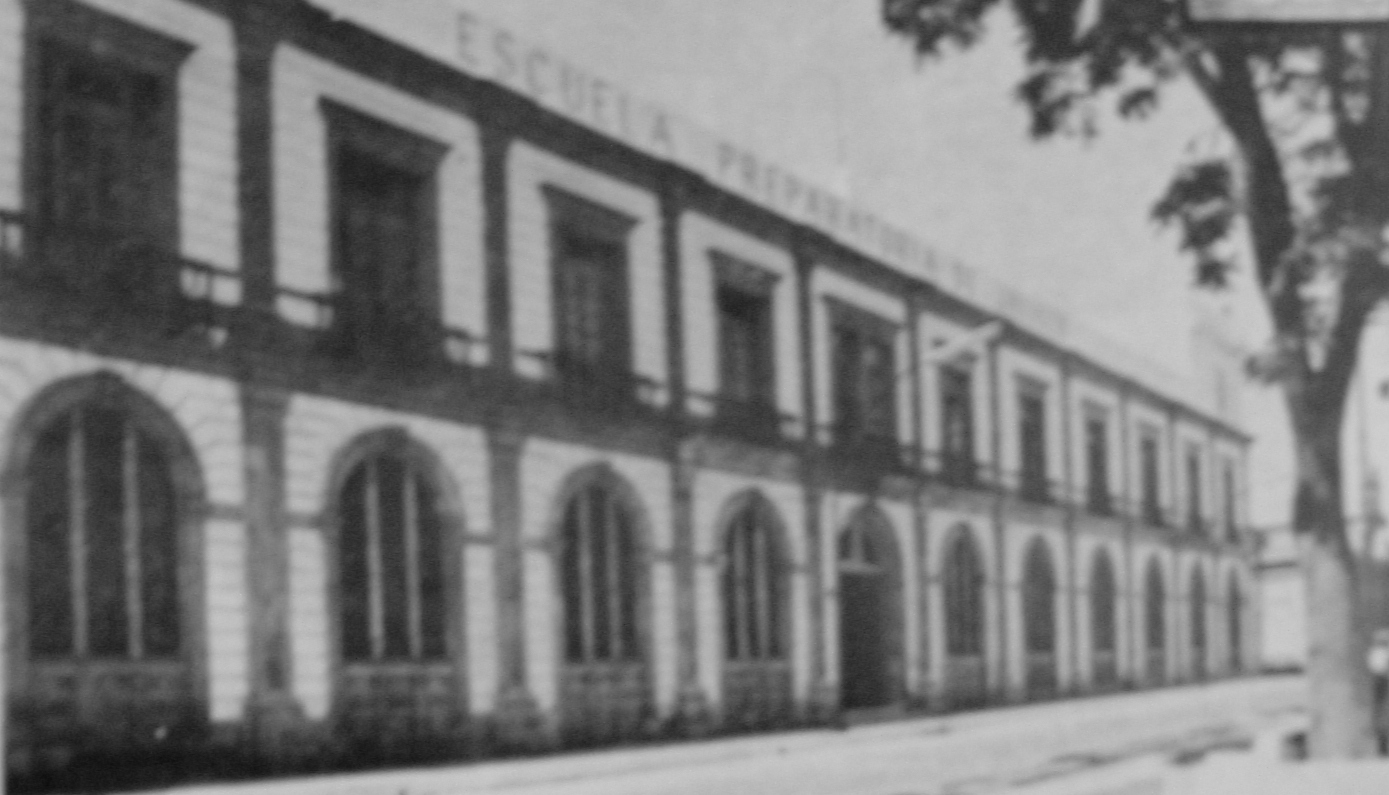
La preparatoria en 1935.
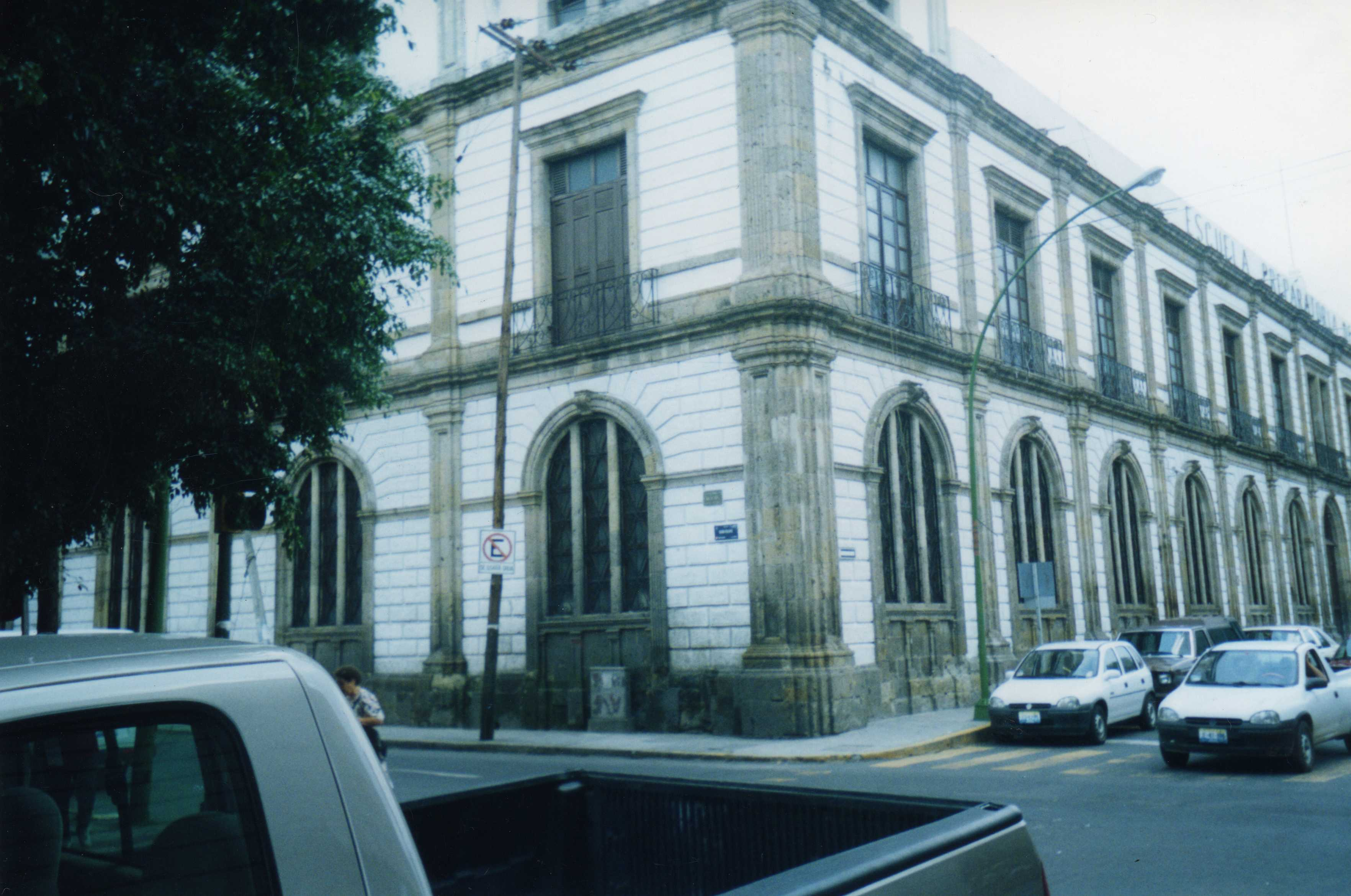
Vista de la fachada.
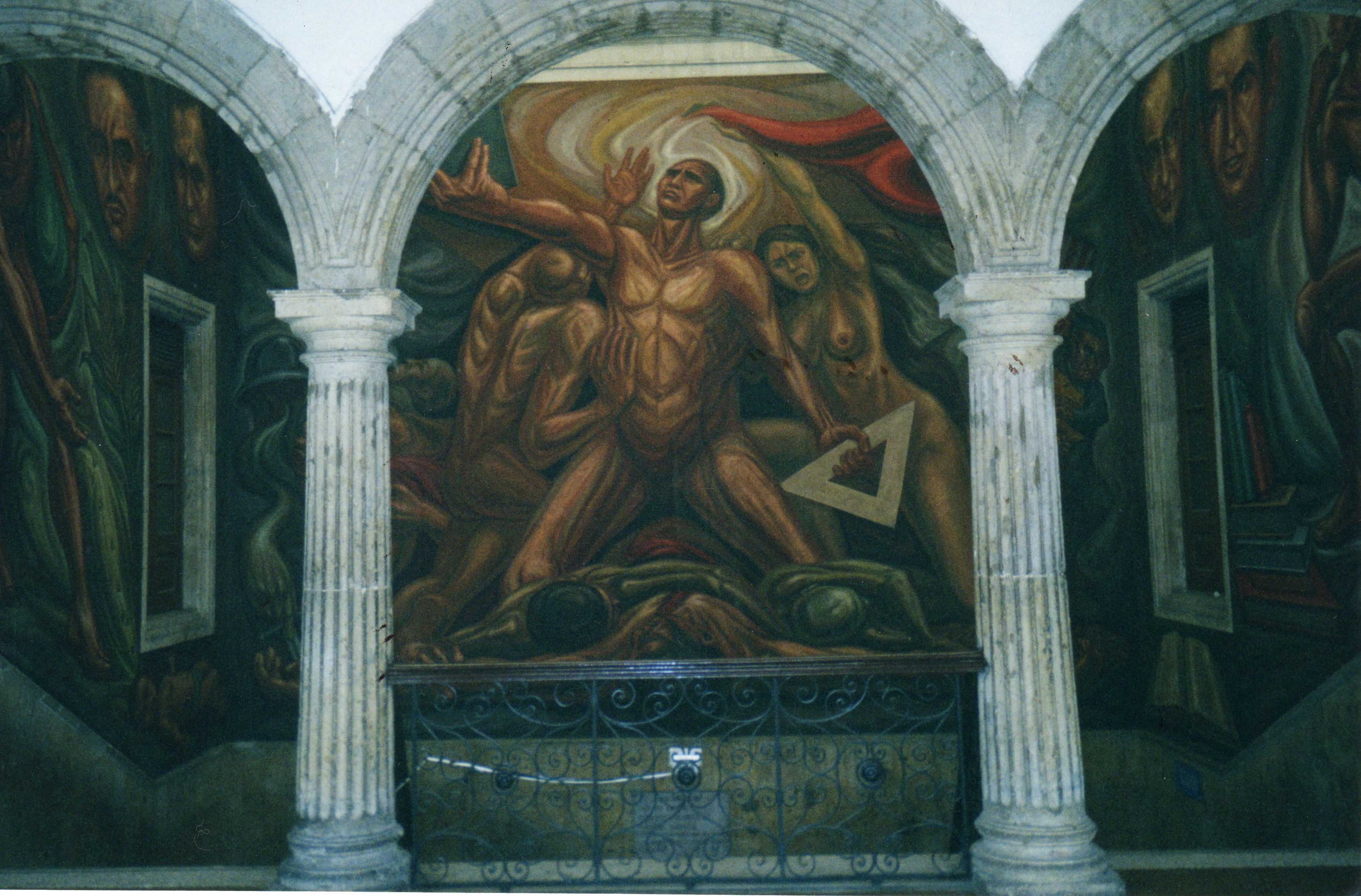
Mural de Guillermo Chávez Vega de 1972.
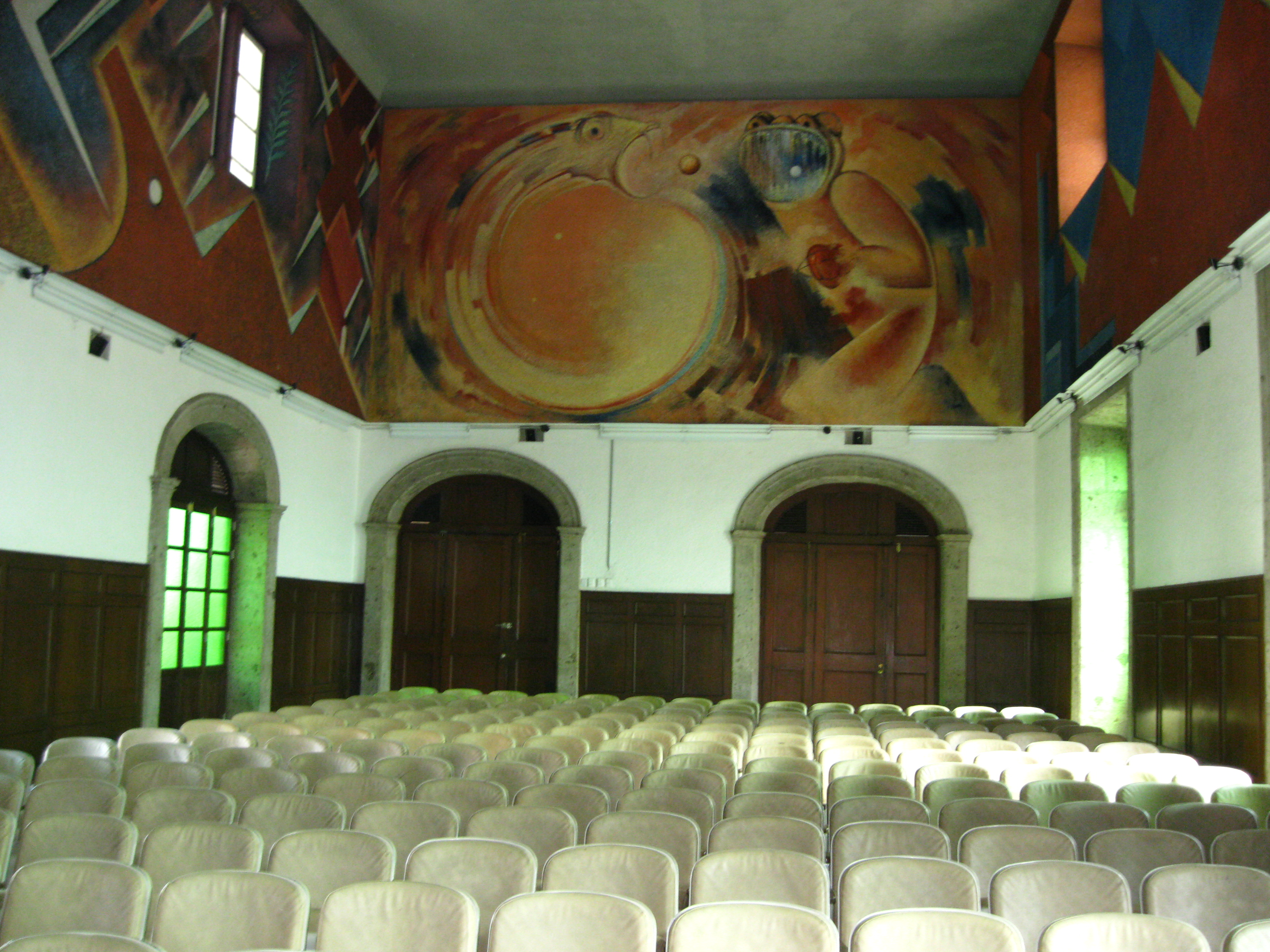
Aula Magna José Guadalupe Zuno.
- Pasillos de la preparatoria de Jalisco